# Rakouský tunel
Rakouský tunel je železniční tunel na katastrálním území Rakousy na úseku regionální železniční trati 030 Pardubice – Jaroměř – Liberec mezi stanicí Malá Skála a zastávkou Dolánky u Turnova v km 117,529–117,740.

## Historie
V roce 1854 požádali podnikatelé z Liberecka o vydání koncese na stavbu železnice z Liberce do Pardubic. Listem povolení Františka Josefa I. ze dne 15. června 1856 byla vydána koncese pro podnikatele Liebiega, Lannu a bratry Kleinovy na výstavbu a provoz železnice z Pardubic do Liberce a rovněž odbočnou trať z Josefova do Malých Svatoňovic. Trať stavěla a zprovozňovala po etapách společnost Jihoseveroněmecká spojovací dráha (SNDVB). Byly to úsek Pardubice – Josefov v roce 1857, úsek Josefov–Turnov v roce 1858 a úsek Turnov–Liberec v roce 1859. Součásti trati bylo osm tunelů z nichž nejdelší byl Sychrovský s délkou 635 metrů a nejkratší Sedlejovický s délkou 77 metrů.

## Popis
Jednokolejný tunel se nachází na železniční trati Pardubice – Jaroměř – Liberec v úseku mezi stanicí Malá Skála a zastávkou Dolánky u Turnova. Byl stavěn pro dvě koleje přes hřbet vrchu Zbiroh (453 m n. m.) v meandru řeky Jizery a byl dán do provozu v roce 1859. Tunel leží v nadmořské výšce 270 m a měří 211,15 m.